# Campionatul Mondial al Câinilor de Salvare 2009

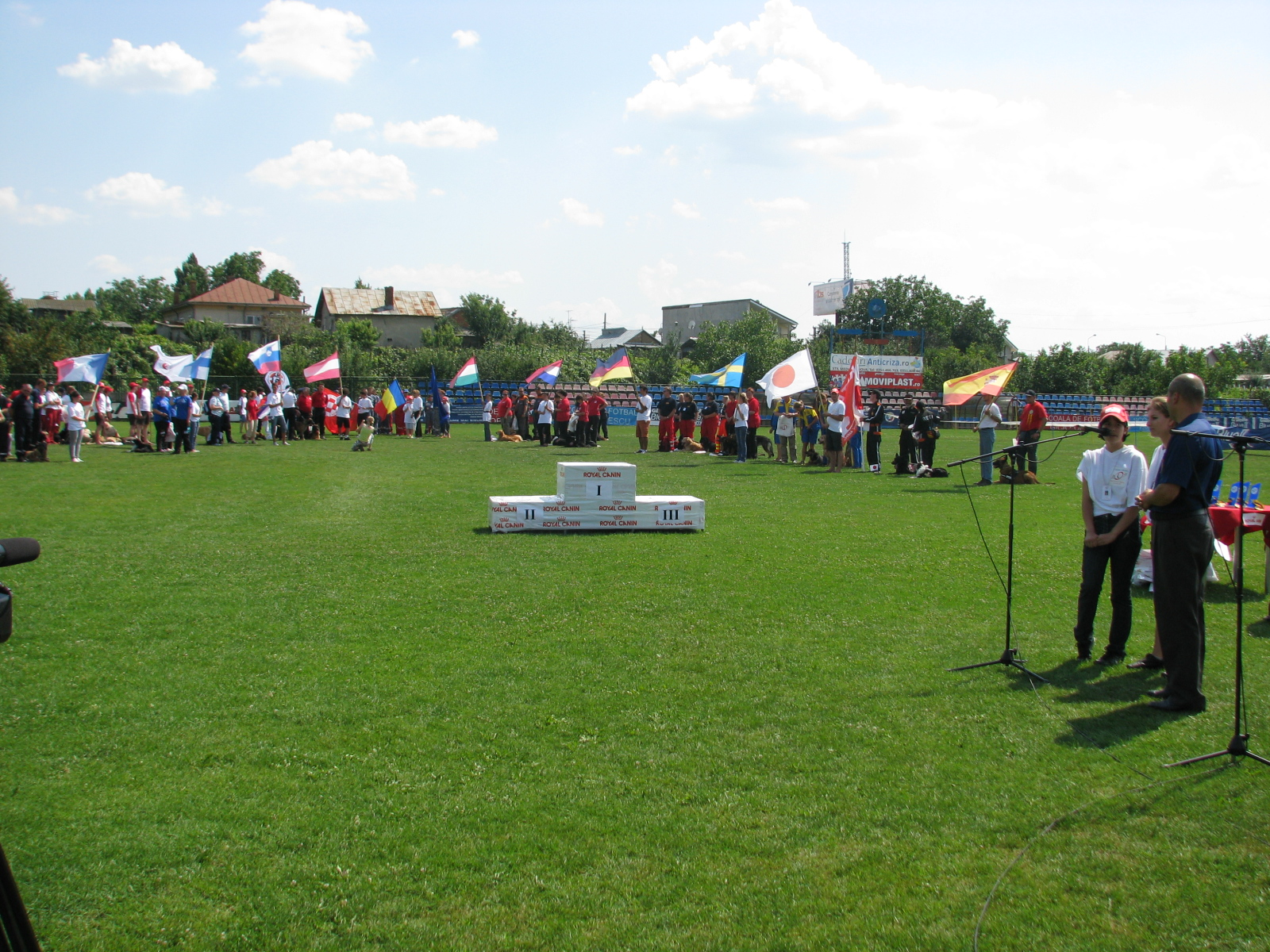
Decernarea premiilor la Campionatul Mondial al Câinilor de Salvare România 2009

Campionatul Mondial al Câinilor de Salvare este un eveniment internațional anual, în care câinii sunt supuși la diferite probe de salvare. În 2009, campionatul s-a desfășurat între 1-5 iulie la Craiova, România. Acesta a fost organizat pentru prima dată în Europa de Est și, evident, pentru prima oară în România. Este al doilea Campionat Mondial, din istoria sa, în cadrul căruia se desfășoară toate specialitățile de căutare-salvare.
Este pentru prima dată când România este gazda unui Campionat Mondial, din toate sferele cultural-sportive. Dintre cei 76 de participanți veniți din toată lumea, cei mai buni au fost premiați la ora 15:30, pe Stadionul Școlii de Fotbal Gică Popescu, în cadrul festivității de închidere a evenimentului.

## Prezentare generală
Campionatul Mondial al Câinilor de Salvare este un eveniment sportiv chinologic, organizat atât pentru a permite menținerea câinilor salvatori în cea mai bună formă, cât și pentru a facilita schimbul de experiență si munca în echipe internaționale.
Cea de-a XV a ediție a Campionatului Mondial al Câinilor de Salvare a fost organizată în România de către Centrul de Educare Canină România, cu sediul central la Craiova, sub patronajul IRO (International Rescue Dog Organisation – Federația Internațională a Câinilor de Salvare). Centrul de Educare Canină Craiova este membru IRO cu drepturi depline din anul 2000, iar activitatea sa a fost evaluată timp îndelungat de către IRO, în scopul acordării dreptului de organizare a Campionatului Mondial al Câinilor de Salvare.

## Țările participante
Peste 500 de persoane din mai multe țări ale lumii au fost prezente la Craiova cu ocazia Campionatului Mondial al Câinilor de Salvare. Competiția a înregistrat 76 de concurenți, componenți ai 26 de echipe, sosite din 13 țări: Austria, Belgia, Cehia, Croația, Elveția, Finlanda, Franța, Germania, Japonia, Slovenia, Spania, Suedia și Ungaria.

## Desfășurarea Campionatului
Ceremonia de deschidere s-a desfășurat în centrul orașului Craiova, în Piața Mihai Viteazul, în seara zilei de 1 iulie 2009.
Probele de concurs s-au desfășurat în perioada 2-5 iulie 2009, simultan în 4 locații situate în Craiova și în împrejurimi: stadionul Școlii de fotbal Gică Popescu, Liceul agricol Malu Mare, pădurea Bucovăț și lacul Preajba. 
Câinii au fost arbitrați de o delegație de arbitri internaționali acreditați IRO.
Ceremonia de decernare a premiilor și de închidere a campionatului s-a desfășurat în după-amiaza zilei de 5 iulie 2009, pe stadionul Școlii de fotbal Gică Popescu.

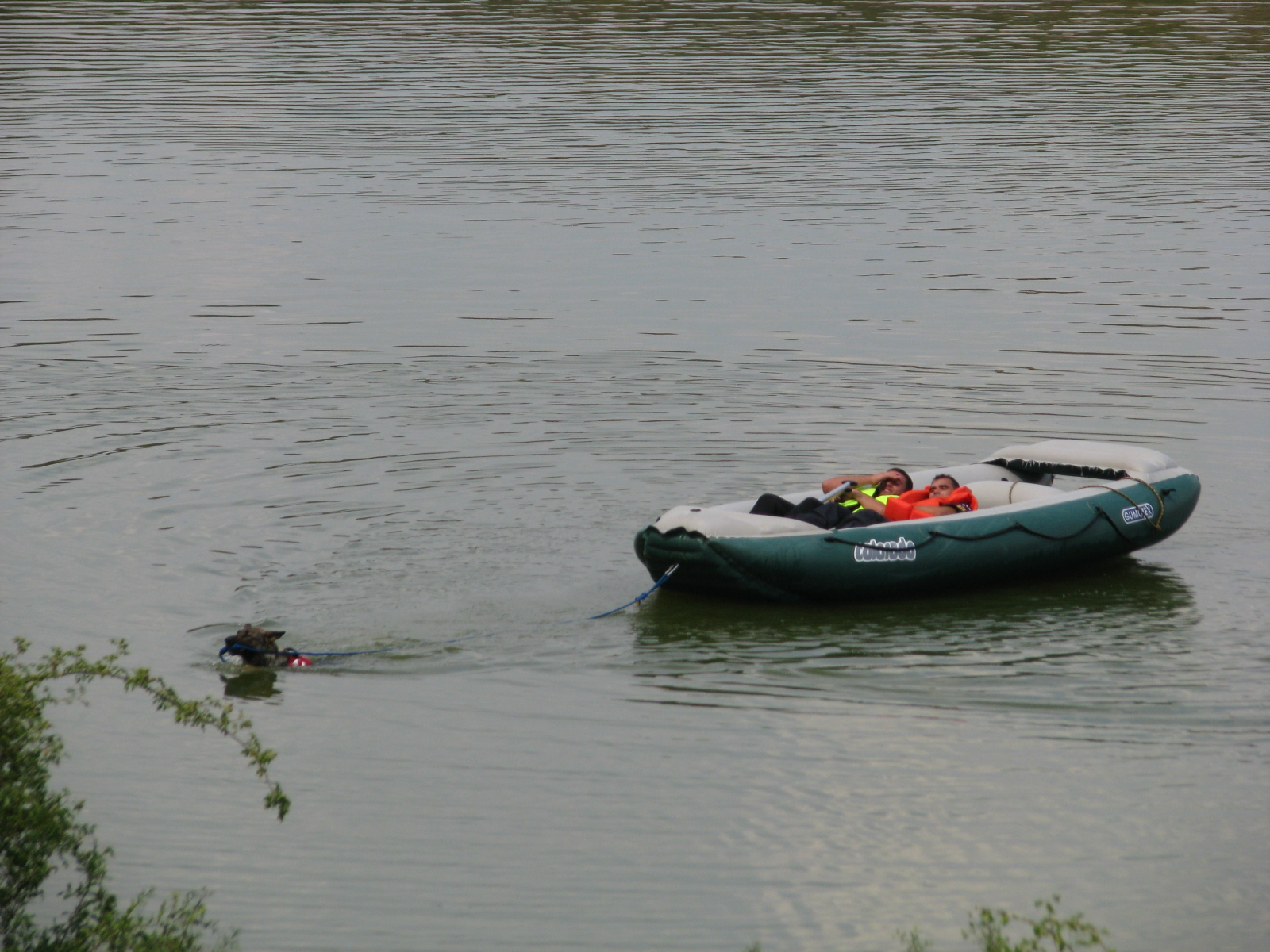
Câine de salvare tragând o barcă la Campionatul Mondial al Câinilor de Salvare Romania 2009

## Probele de concurs
Arbirtrajul se realizează pe secțiuni (A - Specialitatea, B -Obediența și C - Dexteritatea). Cele patru specialități au în comun doar două secțiuni: proba de Obediență și proba de Dexteritate, ambele desfășurate pe stadionul Școlii de fotbal Gică Popescu. 
Proba de căutare sub dărâmături (RH T) a numărat la start 37 concurenți și s-a desfășurat la Liceul agricol Malu Mare.
Proba de căutare în teren accidentat (RH FL) a numărat la start 27 concurenți și s-a desfășurat în zona pădurii Bucovăț.
Proba de urmă (RH F) a numărat la start 9 concurenți și s-a desfășurat tot în zona pădurii Bucovăț.
Proba de salvare din apă (RH W) a numărat la start 3 concurenți și s-a desfășurat la lacul Preajba.
Pentru a putea fi acceptat în concurs, un câine salvator trebuie să aibă vârsta de minim 20 luni și să fi absolvit examenele RH B (la  RH T, RH F, RH FL) și RH C (la RH W) cu peste 270 de puncte (din maximul de 300 de puncte), examene arbitrate de către un arbitru internațional de lucru, de pe lista FCI (Fédération Cynologique Internationale - Federația Chinologică Internațională) sau IRO.

## Câștigătorii Campionatului
Nivelul de dificultate al Campionatului Mondial desfășurat în România a fost unul ridicat, astfel că s-au înregistrat numeroase ratări, iar unele poziții de pe podiumul de premiere au rămas neocupate.

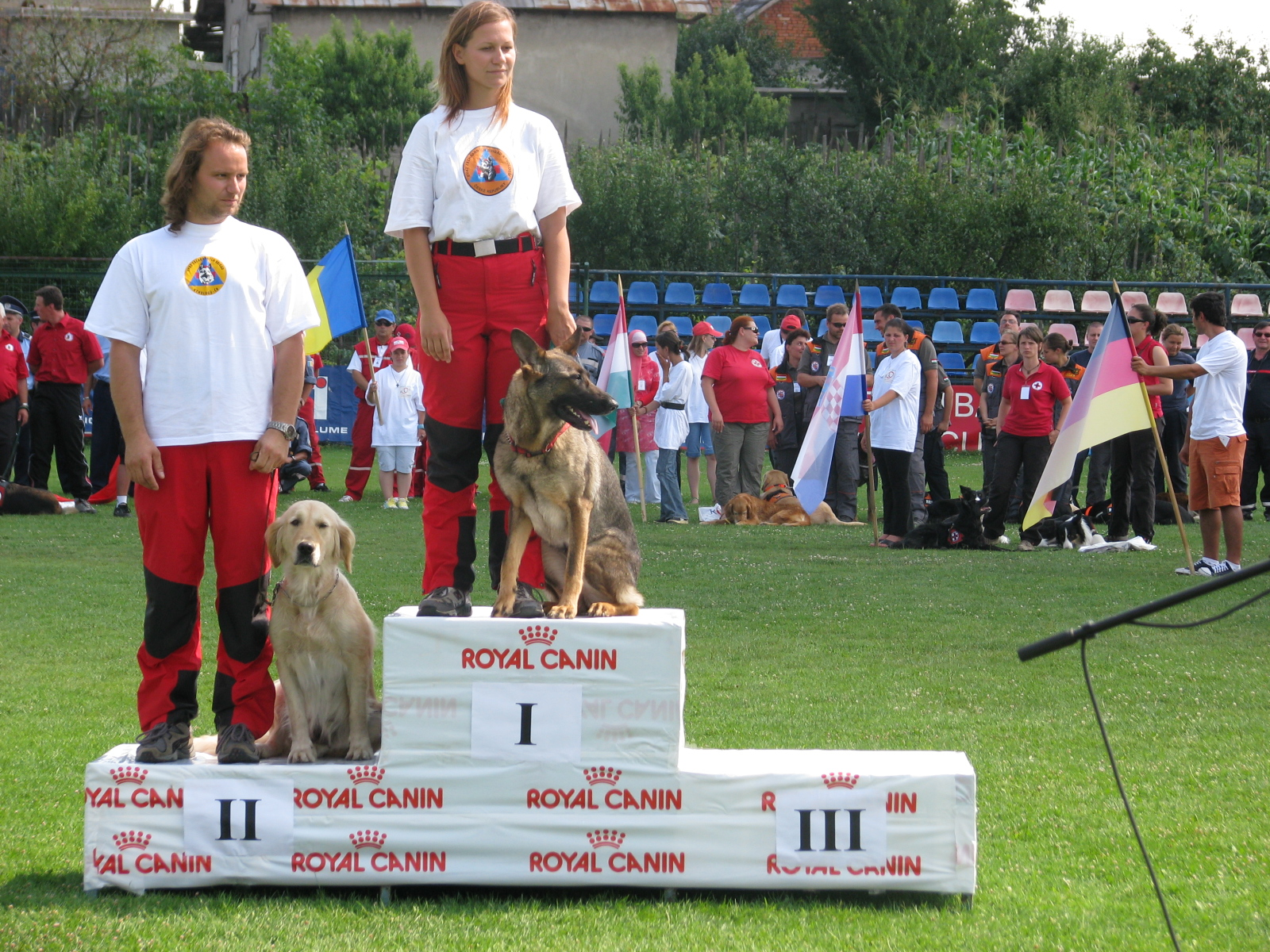
Câştigătorii probei de salvare din apă Campionatul Mondial al Câinilor de Salvare Romania 2009

Câștigătorii la proba de căutare sub dărâmături:
| Locul | Conductor           | Câine                  | Țara    |
| ----- | ------------------- | ---------------------- | ------- |
| I     | Oberascher Gerlinde | Athos vom Lindwurmnest | Austria |
| II    | Patric Corpataux    | Tim                    | Elveția |
| III   | Kuster Severin      | Rudy                   | Elveția |

Câștigătorii la proba de căutare în teren accidentat:
| Locul | Conductor        | Câine                         | Țara     |
| ----- | ---------------- | ----------------------------- | -------- |
| I     | Regina Samlikova | Vedetta de Alphaville Bohemia | Cehia    |
| II    | Roman Starman    | Kana                          | Slovenia |
| III   | Laszlo Balazs    | Aqua                          | Ungaria  |

Câștigătorii la proba de urmă:
| Locul | Conductor           | Câine                         | Țara  |
| ----- | ------------------- | ----------------------------- | ----- |
| I     | Iveta Matzenauerova | Avenger Zorro Wonderful Dream | Cehia |

Câștigătorii la proba de salvare din apă:
| Locul | Conductor        | Câine                 | Țara  |
| ----- | ---------------- | --------------------- | ----- |
| I     | Katerina Sojkova | Aira                  | Cehia |
| II    | Petr Katrev      | Bonie Krasna Lukrecia | Cehia |

Câștigătorii pe echipe:
| Locul | Conductori                                     | Câini                               | Țara     |
| ----- | ---------------------------------------------- | ----------------------------------- | -------- |
| I     | Peter Foldvari, Laszlo Balazs, Tatiana Lengyel | Liza, Aqua, Calais                  | Ungaria  |
| II    | David Pogacnik, Petra Prebeg, Jure Pribicevic  | Fina Adin Dom, Cila Wesljarska, Lan | Slovenia |